# CAF Champions League 2020-2021
La CAF Champions League 2020-2021 (ufficialmente Total CAF Champions League 2020-2021 per ragioni di sponsorizzazione) è stata la 57ª edizione di questo torneo organizzato dalla CAF, la 25ª con la forma attuale.
La competizione è iniziata il 28 novembre 2020 e si è conclusa il 17 luglio 2021.
Il trofeo è stato vinto dall'Al-Ahly, che ha bissato il successo dell'edizione precedente, raggiungendo quota 10 titoli continentali. La vincitrice del torneo si è qualificata alla Coppa del mondo per club FIFA 2021 e alla Supercoppa CAF 2022 contro i vincitori della Coppa della Confederazione CAF 2020-2021.

## Sistema della graduatoria
La CAF calcola i punti per ogni associazione in base ai risultati dei propri club nella Champions League e nella Coppa della Confederazione CAF, non prendendo in considerazione l'anno corrente. I criteri per i punti sono i seguenti:
|                                          | CAF Champions League | Coppa della Confederazione CAF |
| ---------------------------------------- | -------------------- | ------------------------------ |
| Vincitore                                | 6 punti              | 5 punti                        |
| Seconda                                  | 5 punti              | 4 punti                        |
| Eliminate alle semifinali                | 4 punti              | 3 punti                        |
| Eliminate ai quarti di finale (dal 2017) | 3 punti              | 2 punti                        |
| 3º posto nei gruppi                      | 2 punti              | 1 punti                        |
| 4º posto nei gruppi                      | 1 punto              | 0.5 punto                      |

I punti sono moltiplicati per un dato coefficiente a seconda dell'anno
- 2019-20 – 5
- 2018-19 – 4
- 2018 – 5
- 2017 – 2
- 2016 – 1

## Turni e date dei sorteggi
| Fase           | Turno             | Data sorteggio  | Andata              | Ritorno             |
| -------------- | ----------------- | --------------- | ------------------- | ------------------- |
| Qualificazioni | Turno Preliminare | 9 novembre 2020 | 28-29 novembre 2020 | 4-6 dicembre 2020   |
| Qualificazioni | Primo turno       | 9 novembre 2020 | 22-23 dicembre 2020 | 5-6 gennaio 2021    |
| Fase a gironi  | 1ª giornata       | 17 gennaio 2021 | 12-13 febbraio 2021 | 12-13 febbraio 2021 |
| Fase a gironi  | 2ª giornata       | 17 gennaio 2021 | 23-24 febbraio 2021 | 23-24 febbraio 2021 |
| Fase a gironi  | 3ª giornata       | 17 gennaio 2021 | 5-6 marzo 2021      | 5-6 marzo 2021      |
| Fase a gironi  | 4ª giornata       | 17 gennaio 2021 | 16-17 marzo 2021    | 16-17 marzo 2021    |
| Fase a gironi  | 5ª giornata       | 17 gennaio 2021 | 2-4 aprile 2021     | 2-4 aprile 2021     |
| Fase a gironi  | 6ª giornata       | 17 gennaio 2021 | 9-11 aprile 2021    | 9-11 aprile 2021    |
| Fase finale    | Quarti di finale  | 30 aprile 2021  | 14-16 maggio 2021   | 21-23 maggio 2021   |
| Fase finale    | Semifinali        | 30 aprile 2021  | 18-20 giugno 2021   | 25-27 giugno 2021   |
| Fase finale    | Finale            | 30 aprile 2021  | 17 luglio 2021      | 17 luglio 2021      |

## Qualificazioni

### Turno preliminare
| Squadra 1           | Totale      | Squadra 2          | Andata | Ritorno |
| ------------------- | ----------- | ------------------ | ------ | ------- |
| Ashanti Golden Boys | 1 - 4       | Stade Malien       | 1 - 2  | 0 - 2   |
| GAF                 | 1 - 3       | Teungueth          | 1 - 1  | 0 - 2   |
| RC Abidjan          | 2 - 2 (gfc) | ASKO Kara          | 1 - 0  | 1 - 2   |
| SONIDEP             | 4 - 0       | Mogadiscio City    | 2 - 0  | 2 - 0   |
| Al-Ahly Bengasi     | n.d.        | Mekelle 70 Enderta | n.d.   | n.d.    |
| Gazelle             | n.d.        | GR/SIAF            | n.d.   | n.d.    |
| Forest Rangers      | 0 - 2       | AS Bouenguidi      | 0 - 0  | 0 - 2   |
| Jwaneng Galaxy      | 5 - 1       | Zilimadjou         | 4 - 0  | 1 - 1   |
| Young Buffaloes     | 1 - 1 (gfc) | Le Messager Ngozi  | 0 - 0  | 1 - 1   |
| PWD Bamenda         | 0 - 1       | Kaizer Chiefs      | 0 - 1  | 0 - 0   |
| Otohô               | 1 - 3       | Al-Merrikh         | 1 - 1  | 0 - 2   |
| Rahimo              | 1 - 2       | Enyimba            | 0 - 1  | 1 - 1   |
| Nouadhibou          | 1 - 3       | Asante Kotoko      | 1 - 1  | 0 - 2   |
| Vipers              | 0 - 2       | Al-Hilal Omdurman  | 0 - 1  | 0 - 1   |
| Buffles du Borgou   | 1 - 6       | MC Alger           | 1 - 1  | 1 - 5   |
| Mlandege            | 1 - 8       | Sfaxien            | 0 - 5  | 1 - 3   |
| Bantu               | 0 - 1       | Nkana              | 0 - 1  | 0 - 0   |
| Akonangui           | 2 - 3       | Petro Atlético     | 0 - 1  | 2 - 2   |
| Costa do Sol        | 1 - 4       | Platinum           | 1 - 2  | 0 - 2   |
| Plateau Utd         | 0 - 1       | Simba              | 0 - 1  | 0 - 0   |
| CR Belouizdad       | 4 - 0       | Al-Nasr Bengasi    | 2 - 0  | 2 - 0   |
| APR                 | 3 - 4       | Gor Mahia          | 2 - 1  | 1 - 3   |

### Primo turno
| Squadra 1       | Totale          | Squadra 2          | Andata | Ritorno |
| --------------- | --------------- | ------------------ | ------ | ------- |
| Stade Malien    | 1 - 3           | Wydad Casablanca   | 1 - 0  | 0 - 3   |
| Teungueth       | 0 - 0 (3-1 dtr) | Raja Casablanca    | 0 - 0  | 0 - 0   |
| RC Abidjan      | 1 - 2           | Horoya             | 1 - 1  | 0 - 1   |
| SONIDEP         | 0 - 5           | Al-Ahly            | 0 - 1  | 0 - 4   |
| Al-Ahly Bengasi | 2 - 3           | Espérance          | 0 - 0  | 2 - 3   |
| Gazelle         | n.d.            | Zamalek            | n.d.   | n.d.    |
| AS Bouenguidi   | 2 - 4           | TP Mazembe         | 1 - 2  | 1 - 2   |
| Jwaneng Galaxy  | 1 - 5           | M. Sundowns        | 0 - 2  | 1 - 3   |
| Young Buffaloes | 3 - 6           | Vita Club          | 2 - 2  | 1 - 4   |
| Kaizer Chiefs   | 1 - 0           | Primeiro de Agosto | 0 - 0  | 1 - 0   |
| Al-Merrikh      | 4 - 2           | Enyimba            | 3 - 0  | 1 - 2   |
| Asante Kotoko   | 0 - 3           | Al-Hilal Omdurman  | 0 - 1  | 0 - 2   |
| MC Alger        | 2 - 1           | Sfaxien            | 2 - 0  | 0 - 1   |
| Nkana           | 1 - 2           | Petro Atlético     | 1 - 1  | 0 - 1   |
| Platinum        | 1 - 4           | Simba              | 1 - 0  | 0 - 4   |
| CR Belouizdad   | 8 - 1           | Gor Mahia          | 6 - 0  | 2 - 1   |

### Squadre qualificate per la fase a gironi
| Urna 1                      | Urna 2                 | Urna 3                         | Urna 4                  |
| Al-Ahly (69 punti)          | Zamalek (54 punti)     | Al-Hilal Omdurman (21,5 punti) | Al-Merrikh (4 punti)    |
| Wydad Casablanca (65 punti) | M. Sundowns (49 punti) | Petro Atlético (12 punti)      | CR Belouizdad (0 punti) |
| Espérance (63 punti)        | Horoya (38 punti)      | Simba (12 punti)               | Teungueth (0 punti)     |
| TP Mazembe (63 punti)       | Vita Club (23 punti)   | MC Alger (7 punti)             | Kaizer Chiefs (0 punti) |

I sorteggi per la fase a gironi della competizione si svolgeranno l'8 gennaio 2021.
Le 16 squadre qualificate sono state raggruppate in 4 urne in base ai punti del ranking CAF e, successivamente, inserite casualmente in altrettanti gruppi, dai quali si qualificano alla successiva fase le prime due squadre per ogni gruppo.

## Fase a gironi

### Gruppo A
| Squadra    | Pt | G | V | N | P | GF | GS | DR  |
| ---------- | -- | - | - | - | - | -- | -- | --- |
| Simba      | 13 | 6 | 4 | 1 | 1 | 9  | 2  | +7  |
| Al-Ahly    | 11 | 6 | 3 | 2 | 1 | 11 | 5  | +6  |
| Vita Club  | 7  | 6 | 2 | 1 | 3 | 10 | 12 | -2  |
| Al-Merrikh | 2  | 6 | 0 | 2 | 4 | 4  | 15 | -11 |

| Squadra 1   | Risultato   | Squadra 2   |
| 1ª giornata | 1ª giornata | 1ª giornata |
| ----------- | ----------- | ----------- |
| Al-Ahly     | 3 - 0       | Al-Merrikh  |
| Vita Club   | 0 - 1       | Simba       |
| 2ª giornata |             |             |
| Simba       | 1 - 0       | Al-Ahly     |
| Al-Merrikh  | 1 - 4       | Vita Club   |
| 3ª giornata |             |             |
| Al-Merrikh  | 0 - 0       | Simba       |
| Al-Ahly     | 2 - 2       | Vita Club   |
| 4ª giornata |             |             |
| Simba       | 3 - 0       | Al-Merrikh  |
| Vita Club   | 0 - 3       | Al-Ahly     |
| 5ª giornata |             |             |
| Simba       | 4 - 1       | Vita Club   |
| Al-Merrikh  | 2 - 2       | Al-Ahly     |
| 6ª giornata |             |             |
| Al-Ahly     | 1 - 0       | Simba       |
| Vita Club   | 3 - 1       | Al-Merrikh  |

### Gruppo B
| Squadra           | Pt | G | V | N | P | GF | GS | DR |
| ----------------- | -- | - | - | - | - | -- | -- | -- |
| M. Sundowns       | 13 | 6 | 4 | 1 | 1 | 10 | 4  | +6 |
| CR Belouizdad     | 9  | 6 | 2 | 3 | 1 | 6  | 6  | 0  |
| TP Mazembe        | 5  | 6 | 1 | 2 | 3 | 3  | 6  | -3 |
| Al-Hilal Omdurman | 4  | 6 | 0 | 4 | 2 | 2  | 5  | -3 |

| Squadra 1         | Risultato   | Squadra 2         |
| 1ª giornata       | 1ª giornata | 1ª giornata       |
| ----------------- | ----------- | ----------------- |
| TP Mazembe        | 0 - 0       | CR Belouizdad     |
| M. Sundowns       | 2 - 0       | Al-Hilal Omdurman |
| 2ª giornata       |             |                   |
| Al-Hilal Omdurman | 0 - 0       | TP Mazembe        |
| CR Belouizdad     | 1 - 5       | M. Sundowns       |
| 3ª giornata       |             |                   |
| CR Belouizdad     | 1 - 1       | Al-Hilal Omdurman |
| TP Mazembe        | 1 - 2       | M. Sundowns       |
| 4ª giornata       |             |                   |
| Al-Hilal Omdurman | 0 - 0       | CR Belouizdad     |
| M. Sundowns       | 1 - 0       | TP Mazembe        |
| 5ª giornata       |             |                   |
| Al-Hilal Omdurman | 0 - 0       | M. Sundowns       |
| CR Belouizdad     | 2 - 0       | TP Mazembe        |
| 6ª giornata       |             |                   |
| TP Mazembe        | 2 - 1       | Al-Hilal Omdurman |
| M. Sundowns       | 0 - 2       | CR Belouizdad     |

### Gruppo C
| Squadra          | Pt | G | V | N | P | GF | GS | DR |
| ---------------- | -- | - | - | - | - | -- | -- | -- |
| Wydad Casablanca | 13 | 6 | 4 | 1 | 1 | 9  | 1  | +8 |
| Kaizer Chiefs    | 9  | 6 | 2 | 3 | 1 | 5  | 6  | -1 |
| Horoya           | 9  | 6 | 2 | 3 | 1 | 5  | 4  | +1 |
| Petro Atlético   | 1  | 6 | 0 | 1 | 5 | 0  | 8  | -8 |

| Squadra 1        | Risultato   | Squadra 2        |
| 1ª giornata      | 1ª giornata | 1ª giornata      |
| ---------------- | ----------- | ---------------- |
| Wydad Casablanca | 4 - 0       | Kaizer Chiefs    |
| Horoya           | 2 - 0       | Petro Atlético   |
| 2ª giornata      |             |                  |
| Petro Atlético   | 0 - 1       | Wydad Casablanca |
| Kaizer Chiefs    | 0 - 0       | Horoya           |
| 3ª giornata      |             |                  |
| Kaizer Chiefs    | 2 - 0       | Petro Atlético   |
| Wydad Casablanca | 2 - 0       | Horoya           |
| 4ª giornata      |             |                  |
| Petro Atlético   | 0 - 0       | Kaizer Chiefs    |
| Horoya           | 0 - 0       | Wydad Casablanca |
| 5ª giornata      |             |                  |
| Petro Atlético   | 0 - 1       | Horoya           |
| Kaizer Chiefs    | 1 - 0       | Wydad Casablanca |
| 6ª giornata      |             |                  |
| Wydad Casablanca | 2 - 0       | Petro Atlético   |
| Horoya           | 2 - 2       | Kaizer Chiefs    |

### Gruppo D
| Squadra   | Pt | G | V | N | P | GF | GS | DR |
| --------- | -- | - | - | - | - | -- | -- | -- |
| Espérance | 11 | 6 | 3 | 2 | 1 | 9  | 6  | +3 |
| MC Alger  | 9  | 6 | 2 | 3 | 1 | 4  | 4  | 0  |
| Zamalek   | 8  | 6 | 2 | 2 | 2 | 7  | 5  | +2 |
| Teungueth | 4  | 6 | 1 | 1 | 4 | 4  | 9  | -5 |

| Squadra 1   | Risultato   | Squadra 2   |
| 1ª giornata | 1ª giornata | 1ª giornata |
| ----------- | ----------- | ----------- |
| Espérance   | 2 - 1       | Teungueth   |
| Zamalek     | 0 - 0       | MC Alger    |
| 2ª giornata |             |             |
| MC Alger    | 1 - 1       | Espérance   |
| Teungueth   | 0 - 0       | Zamalek     |
| 3ª giornata |             |             |
| Teungueth   | 0 - 1       | MC Alger    |
| Espérance   | 3 - 1       | Zamalek     |
| 4ª giornata |             |             |
| MC Alger    | 1 - 0       | Teungueth   |
| Zamalek     | 0 - 1       | Espérance   |
| 5ª giornata |             |             |
| MC Alger    | 0 - 2       | Zamalek     |
| Teungueth   | 2 - 1       | Espérance   |
| 6ª giornata |             |             |
| Espérance   | 1 - 1       | MC Alger    |
| Zamalek     | 4 - 1       | Teungueth   |

## Fase ad eliminazione diretta

### Tabellone
|  | Quarti di finale | Quarti di finale | Quarti di finale | Quarti di finale | Quarti di finale |  |  | Semifinali       | Semifinali       | Semifinali | Semifinali | Semifinali |  |  | Finale        | Finale        | Finale |  |
|  |                  |                  |                  |                  |                  |  |  |                  |                  |            |            |            |  |  |               |               |        |  |
|  | MC Alger         | MC Alger         | 1                | 0                | 1                |  |  |                  |                  |            |            |            |  |  |               |               |        |  |
|  | Wydad Casablanca | Wydad Casablanca | 1                | 1                | 2                |  |  | Wydad Casablanca | Wydad Casablanca | 0          | 0          | 0          |  |  |               |               |        |  |
|  | Kaizer Chiefs    | Kaizer Chiefs    | 4                | 0                | 4                |  |  | Kaizer Chiefs    | Kaizer Chiefs    | 1          | 0          | 1          |  |  |               |               |        |  |
|  | Simba            | Simba            | 0                | 3                | 3                |  |  |                  |                  |            |            |            |  |  | Kaizer Chiefs | Kaizer Chiefs | 0      |  |
|  | CR Belouizdad    | CR Belouizdad    | 2                | 0                | 2 (2)            |  |  |                  |                  | Al-Ahly    | Al-Ahly    | 3          |  |  |               |               |        |  |
|  | Espérance (dtr)  | Espérance (dtr)  | 0                | 2                | 2 (3)            |  |  | Espérance        | Espérance        | 0          | 0          | 0          |  |  |               |               |        |  |
|  | Al-Ahly          | Al-Ahly          | 2                | 1                | 3                |  |  | Al-Ahly          | Al-Ahly          | 1          | 3          | 4          |  |  |               |               |        |  |
|  | M. Sundowns      | M. Sundowns      | 0                | 1                | 1                |  |  |                  |                  |            |            |            |  |  |               |               |        |  |

### Quarti di finale
| Squadra 1     | Totale          | Squadra 2        | Andata | Ritorno |
| ------------- | --------------- | ---------------- | ------ | ------- |
| MC Alger      | 1 - 2           | Wydad Casablanca | 1 - 1  | 0 - 1   |
| Kaizer Chiefs | 4 - 3           | Simba            | 4 - 0  | 0 - 3   |
| CR Belouizdad | 2 - 2 (2-3 dtr) | Espérance        | 2 - 0  | 0 - 2   |
| Al-Ahly       | 3 - 1           | M. Sundowns      | 2 - 0  | 1 - 1   |

### Semifinali
| Squadra 1        | Totale | Squadra 2     | Andata | Ritorno |
| ---------------- | ------ | ------------- | ------ | ------- |
| Wydad Casablanca | 0 - 1  | Kaizer Chiefs | 0 - 1  | 0 - 0   |
| Espérance        | 0 - 4  | Al-Ahly       | 0 - 1  | 0 - 3   |

### Finale
| Arbitro: | Pacifique Ndabihawenimana |

|  |           |                                    |
|  | Marcatori | 53’ Sherif 64’ Magdy 74’ El-Soleya |

| Kaizer Chiefs | Al Ahly |

| GK            | 1  | Daniel Akpeyi          |       |       |
| LB            | 23 | Reeve Frosler          |       |       |
| CB            | 4  | Daniel Cardoso         |       |       |
| CB            | 3  | Eric Mathoho           |       |       |
| RB            | 2  | Ramahlwe Mphahlele     |       |       |
| LM            | 25 | Bernard Parker (C)     | 9’    |       |
| CM            | 14 | Willard Katsande       |       | 76’   |
| RM            | 12 | Njabulo Blom           |       | 59’   |
| LF            | 19 | Happy Mashiane         | 45+4’ |       |
| CF            | 9  | Samir Nurković         |       | 90+2’ |
| LF            | 15 | Nkosingiphile Ngcobo   |       | 46’   |
| Panchina:     |    |                        |       |       |
| GK            | 26 | Bruce Bvuma            |       |       |
| DF            | 20 | Yagan Sasman           |       |       |
| DF            | 27 | Siphosakhe Ntiya-Ntiya |       |       |
| DF            | 30 | Siyabonga Ngezana      |       |       |
| MF            | 5  | Teddy Akumu            |       | 59’   |
| MF            | 22 | Philani Zulu           |       | 76’   |
| FW            | 7  | Lazarous Kambole       |       | 90+2’ |
| FW            | 8  | Leonardo Castro        |       |       |
| FW            | 11 | Khama Billiat          |       | 46’   |
| Allenatore:   |    |                        |       |       |
| Stuart Baxter |    |                        |       |       |

| GK             | 1  | Mohamed El Shenawy (C) |       |     |
| LB             | 21 | Ali Maâloul            |       |     |
| CB             | 12 | Ayman Ashraf           | 21’   | 46’ |
| CB             | 3  | Badr Benoun            | 80’   | 90’ |
| RB             | 25 | Akram Tawfik           |       |     |
| CM             | 8  | Hamdy Fathy            |       |     |
| CM             | 17 | Amr El Solia           |       |     |
| LW             | 27 | Taher Mohamed          | 50’   | 67’ |
| AM             | 19 | Mohamed Magdy          |       | 90’ |
| RW             | 14 | Hussein El Shahat      | 90+2’ |     |
| CF             | 10 | Mohamed Sherif         |       | 90’ |
| Panchina:      |    |                        |       |     |
| GK             | 13 | Ali Lotfi              |       |     |
| DF             | 2  | Mahmoud Wahid          |       |     |
| DF             | 6  | Yasser Ibrahim         |       | 46’ |
| DF             | 30 | Mohamed Hany           |       |     |
| MF             | 15 | Aliou Dieng            | 86’   | 67’ |
| FW             | 7  | Mahmoud Kahraba        |       | 90’ |
| FW             | 9  | Marwan Mohsen          |       |     |
| FW             | 18 | Salah Mohsen           |       | 90’ |
| FW             | 28 | Junior Ajayi           |       | 90’ |
| Allenatore:    |    |                        |       |     |
| Pitso Mosimane |    |                        |       |     |

| Assistenti: Elvis Guy Noupue (Camerun) Dick Okello (Uganda) Quarto uomo: Eric Otogo-Castane (Gabon) VAR: Rédouane Jiyed (Marocco) AVAR: Zakaria Brinsi (Marocco) Bouchra Karboubi (Marocco) | Regole - 90 minuti. - Tiri di rigore se il punteggio è pari. |